# 圣瓦斯特莱梅洛
圣瓦斯特莱梅洛（法語：Saint-Vaast-lès-Mello，法語發音：[sɛ̃ va(st) lɛ mɛlo]，意为“梅洛附近的圣瓦斯特”）是法国瓦兹省的一个市镇，位于该省南部，克雷伊市区西侧，属于桑利斯区。

## 地理
圣瓦斯特莱梅洛（49°16'2"N, 2°23'32"E）面积7.97 平方千米，位于法国上法蘭西大區瓦兹省，该省份为法国北部内陆省份，北起索姆省，西接厄尔省和滨海塞纳省，南至塞纳-马恩省和瓦兹河谷省，东临埃纳省。
与圣瓦斯特莱梅洛接壤的市镇（或旧市镇、城区）包括：鲁斯卢瓦、克拉穆瓦西、莱涅维尔、迈塞勒、梅洛、蒙塔泰尔、瓦兹河畔诺让。

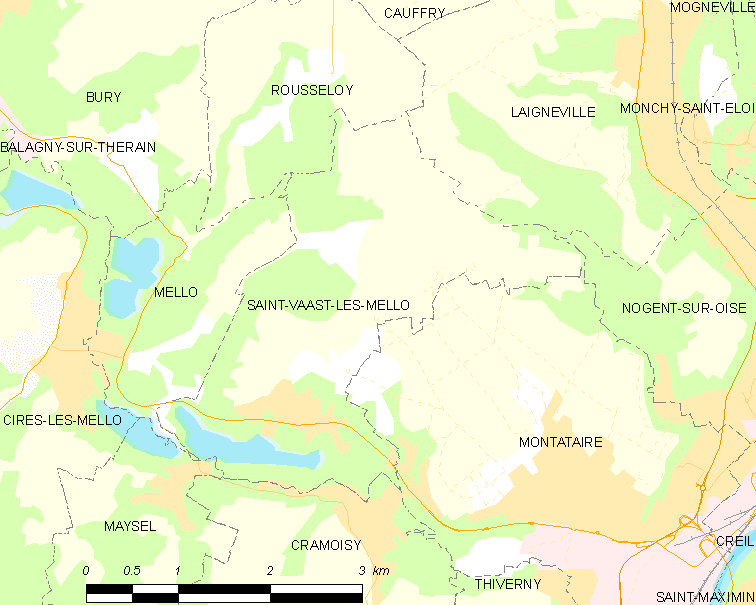
圣瓦斯特莱梅洛的OSM定位图

圣瓦斯特莱梅洛的时区为UTC+01:00、UTC+02:00（夏令时）。

## 行政
圣瓦斯特莱梅洛的邮政编码为60660，INSEE市镇编码为60601。

## 政治
圣瓦斯特莱梅洛所属的省级选区为蒙塔泰尔县。

## 人口

1962-2008年间圣瓦斯特莱梅洛人口变化图示

圣瓦斯特莱梅洛于2022年1月1日时的人口数量为1009人。